# Домн II Антиохијски
Домн II Антиохијски је био патријарх Антиохије између 442. и 449. године и пријатељ утицајног епископа Кира, светог Теодорита.

## Биографија
Домна је за ђакона рукоположио јерусалимски патријарх Јувенал 429. године и остао је две године у манастиру Светог Јевтимија у Палестини. Године 431. је напустио манастир да би помогао свом ујаку, патријарху Јовану I Антиохијском, у оквиру Несторијанског спора. Домн је отишао у Антиохију да подржи заговорнике Антиохијске школе у корист несторијанства против присталица патријарха Кирила Александријског и његовог наследника Диоскора.
Године 442. после смрти свог стрица, Домн је изабран за наследника уз подршку коју је стекао у Антиохији. Године 445. сазвао је сабор сиријских епископа и потврдио свргавање Атанасија из Пере. Он је 447. године  посветио Иринеја на престолу у Тиру (Теодорит, посланица 110); али је цар Теодосије II наредио да се именовање поништи на основу тога што је Иринеј био присталица несторијанства. Бранио је Ива, епископа Едесе, од оптужби за објављивање несторијанских доктрина, и сазвао сабор у Антиохији (448) који је одлучио у корист Иве и збацио његове тужитеље. Домнову казну, иако ју је укинуо Флавијан, цариградски патријарх, потврдила су три епископска повереника којима су он и цар Теодосије II предали спор на одлучивање.
Као резултат тога, он је свргнут на Другом сабору у Ефесу 8. августа 449. Уплашен ауторитарним духом Диоскора и узнемирен насиљем Варсуме и његових монаха, Домн је опозвао своју претходну осуду Евтихија и гласао за осуда Флавијана, али узалуд. Био је једини епископ који је тада свргнут и прогнан који није враћен на дужност након Халкидонског сабора — иако је то можда било на његов захтев да би се могао повући у свој вољени манастир.
На том сабору Максим II, његов наследник на трону у Антиохији, добио је дозволу да Домну додели пензију из црквених прихода, а по опозиву из изгнанства Домн се вратио у монашки дом своје младости, окончавши своје дане у манастиру светог Јевтимија, где је 452. године, према Теофану, пружио уточиште светом Јувеналију Јерусалимском када је био прогнан са своје епархије (Теофан, стр. 92).